# Paulinho de Almeida
Paulo de Almeida Ribeiro, noto come Paulinho de Almeida o più semplicemente Paulinho (Porto Alegre, 15 aprile 1932 – San Paolo, 11 giugno 2007), è stato un calciatore e allenatore di calcio brasiliano, di ruolo difensore.
Già membro della Nazionale brasiliana, in seguito al termine dell'attività calcistica iniziò una quasi trentennale carriera di tecnico, che lo portò a guidare svariate squadre di diversa caratura, presenziando in panchina in 260 occasioni nel Campeonato Brasileiro Série A.

## Caratteristiche tecniche
Giocava come difensore, e ricoprì il ruolo di terzino destro. Abile in marcatura, erano frequenti le sue incursioni offensive.

## Carriera

### Giocatore

#### Club
Da adolescente militò nelle file del Paternon, piccola società dell'omonimo quartiere di Porto Alegre. Si trasferì poi all'Internacional — una delle società maggiori della sua città —, rimanendovi per quattro anni, peraltro particolarmente fruttuosi, dato che in questo periodo vinse tre campionati statali consecutivi. Nel 1954 passò al Vasco da Gama di Rio de Janeiro per 800.000 cruzeiros, all'epoca una delle somme più ingenti versate per l'acquisto di un giocatore di calcio. Formò dunque una solida difesa nella squadra che si aggiudicò due campionati statali e un Torneo Rio-San Paolo, chiudendo la carriera nel 1964.

#### Nazionale
Riserva di Djalma Santos durante Svizzera 1954, partecipò a due edizioni del Campeonato Sudamericano de Football, Perù 1957 e Argentina 1959. Collezionò dunque tre presenze ufficiali con la Nazionale — tutte durante Perù 1957 —, e altre non ufficiali, ottenute in vari trofei quali la Coppa Bernardo O'Higgins e la Copa Roca.

### Allenatore
Tra i suoi più rilevanti traguardi come allenatore si annoverano la partecipazione a quindici differenti edizioni della Série A, torneo a cui partecipò con tredici società diverse. Fu infatti raro che rimanesse nello stesso club per molte partite; ciò nonostante, riuscì a metterne insieme 47 con l'Olaria. Tra le compagini da lui allenate figurano — tra le più titolate — Botafogo e Vasco da Gama nello stato di Rio de Janeiro e Atlético Mineiro nello stato di Minas Gerais.

## Palmarès

### Giocatore

#### Club
- Campionato Gaúcho: 3

Internacional: 1951, 1952, 1953
- Campionato Carioca: 3

Vasco da Gama: 1956, 1958
- Torneo Rio-San Paolo: 1

Vasco da Gama: 1958

#### Nazionale
- Trofeo O'Higgins: 1

1955
- Coppa Oswaldo Cruz: 1

1955
- Copa Roca: 1

1957

### Allenatore

#### Competizioni statali
- Campionato Baiano: 1

Vitória: 1972
- Campionato Paraense: 2

Remo: 1974
Paysandu: 1992
- Campionato Paranaense: 1

Coritiba: 1975
- Campionato Cearense: 1

Ceará: 1977
- Campionato Goiano: 1

Vila Nova: 1978
- Campionato Gaucho: 1

Gremio: 1980
- Campionato Mineiro: 2

Atletico Mineiro: 1983, 1988
- Campionato Pernambucano: 1

Santa Cruz: 1987
- Campionato Baiano: 1

Bahia: 1987